# 프리다 (2002년 영화)
《프리다》(Frida)는 2002년 개봉한 미국의 전기 드라마 영화이다. 멕시코의 화가 프리다 칼로의 삶을 그린 작품이다. 줄리 테이머가 감독을 맡았으며, 헤이든 헤레라의 책 Frida: A Biography of Frida Kahlo 가 영화의 원작이다.

## 출연

### 주연
- 셀마 헤이엑
- 알프리드 몰리나
- 발레리아 골리노
- 미아 마에스트로
- 로저 리스

### 조연
- 디에고 루나
- 패트리시아 레이스 스핀돌라
- 마가렛 샌즈

## 기타
- 원작자: 하이든 헤레라
- 공동제작: 앤 루아크
- 미술: 펠리프 페르난데즈 델 파소
- 분장: 존 E. 잭슨
- 의상: 줄리 웨이스
- 시각효과부문: 대니 김